# Rollesby
Rollesby är en ort och civil parish i Storbritannien.   Den ligger i grevskapet Norfolk och riksdelen England, i den sydöstra delen av landet, 180 km nordost om huvudstaden London. Rollesby ligger 9 meter över havet och antalet invånare är 995.
Terrängen runt Rollesby är mycket platt. Runt Rollesby är det tätbefolkat, med 493 invånare per kvadratkilometer. Närmaste större samhälle är Great Yarmouth, 11,5 km sydost om Rollesby. Trakten runt Rollesby består till största delen av jordbruksmark.